# Dandarvaanchig Enkhjargal
Dandarvaanchig Enkhjargal (Mongol cyrillique : Дандарваанчигийн Энхжаргал, Dandarvaantschigiin Enchjargal), connu également sous le nom d''EPI, né en 1968 à Oulan-Bator en Mongolie, est un musicien et chanteur mongol.

## Biographie
Dandarvaanchig Enkhjargal est né à Oulan-Bator mais a grandi à Altanboulag, un petit village proche de la frontière russe. Il étudie au conservatoire de musique d'Oulan-Bator de 1990 à 1992. Son professeur est le maître G. Jamjan, réputé comme le meilleur joueur de morin khuur de Mongolie. En plus de jouer du morin khuur, il pratique également le chant khöömii.
Depuis 1993, il vit en Allemagne et se produit à travers le monde (par exemple aux rencontres d'ensembles de violoncelles en 2008) mais aussi avec les Violons barbares ou avec Duplessy et les trois violons du monde.

## Discographie
- 1995 : Altain Orgil
- 1997 : Karawane (Rüdiger Oppermann (de))
- 1997 : Sanddorn (Rigolo Dance Theater)
- 1997 : Stories for Friends (Joachim-Ernst Berendt)
- 1998 : Fragile Balance (Rüdiger Oppermann)
- 1999 : The art of harp 3 & 4 (Shamrock Records)
- 1999 : Holzradchen Zeitreise (Emma Volker)
- 2000 : Klang Welten 2000 (Rüdiger Oppermann)
- 2000 : Mongolgathalatta (Rainer Granzin)
- 2001 : Jazz Hop Rhythm (Peter Götzmann (de))
- 2001 : Trance Siberia (Hulu Projekt)
- 2002 : Hoirr Öngö (solo)
- 2004 : A Journey in the steppe (Okna Tsahan Zam)
- 2004 : Sam sam but different (Rüdiger Oppermann)
- 2004 : Same sun same moon same water (Rüdiger Oppermann)
- 2006 : Roots folk world music (Rudolstadt)
- 2006 : Klang Welten live 6 CD with Book (Rüdiger Oppermann)
- 2007 : A Handbook for Human Being (Nathalie Manser)
- 2007 : Arguilly (Jerry Royas)
- 2007 : Klang Welten 2007 (Rüdiger Oppermann)
- 2008 : Beautiful Turns (Rüdiger Oppermann)
- 2008 : Rhythm on Fire (Lex van Someren (de))
- 2008 : Klang Welten 2008 (Rüdiger Oppermann)
- 2009 : You make me feel so young (25 Jahre Unikonzert) Bergische Uni Wuppertal
- 2009 : Home (bande originale du film d'Yann Arthur Bertrand)
- 2009 : Heilung das wunder in uns (Clemens Kuby (de))
- 2009 : Zangina (solo)
- 2009 : Zwieschen.spiel.fuer.die.seele (W.Abendschoene Akzente)
- 2010 : Bulgarian & Mongolian Wild World Music (Violons barbares)
- 2010 : First time in the World meet Sarangi, Erhu, Morin huur. World premiere! (Duplessy & the 3 Violins of the World)
- 2010 : O Lama-Buddhist Prayers (Gabriela jaensch and friends)
- 2010 : Guru Ram Das (Lex Van Someren)
- 2010 : Traumreise für die Seele (Lex Van Someren)
- 2010 : Klang Welten (Rüdiger Oppermann)
- 2011 : Spirit of the Silk Road (Bruno Baumann (de))
- 2012 : The Dawn of the Foremothers (Namgar)
- 2012 : Mama Papa (L. V. Someren)
- 2013 : Brassens, Echos d'aujourd'hui
- 2013 : Souffles et voix (Henri Tournier)
- 2013 : Voyage (Fabian Joosten)
- 2013 : Enkhjargal & Chantal Instrumental (Chantal)[2]

### Avec Violons barbares
- 2010 : Violons Barbares
- 2014 : Saulem ai
- 2018 : Wolf’s Cry
- 2023 : Monsters and Fantastic Creatures